# Бадуцькі озера
Бадуцькі озера (рос. Бадукские озёра) — каскад із трьох гірських озер на річці Бадук, лівій притоці Теберди, між хребтами Хаджибей і Бадуцьким на Західному Кавказі, в Карачаєво-Черкесії (Росія). У зв'язку з тим, що вище по річці Бадук є інші озера (менш відомі і відвідувані), ці три озера також називають Нижніми Бадуцькими озерами. Крім того, в розмовній мові має поширення коротка назва Бадуки.
Дослідження показали, що це озера обвально-запрудного походження, а їхній вік не перевищує 150-200 років. Навколо озер соснові ліси і березове криволісся.
Озера славляться своєю мальовничістю і є однією з природних визначних пам'яток Тебердинського заповідника, на території якого розташовані. Традиційно вважаються об'єктом пішохідного туризму. Плата за прохід до Бадуцьких озер становить 300 рублів з людини — найбільша з усіх маршрутів по Тебердинському заповіднику.
Найближчі населені пункти — місто Теберда та селище Домбай.
Перше Бадуцьке озеро — найнижче за течією річки і найменше з трьох, його довжина близько 80 метрів. Глибина 4,5 метра. Температура води навіть влітку не піднімається вище 5 °C. Відстань від нього до Другого озера — 260 метрів по прямій.
Друге Бадуцьке озеро лежить на висоті 1987 метрів над рівнем моря, по довжині перевищує 200 метрів. Від Другого до Третього озера — 130 метрів.
Третє Бадуцьке озеро — найвище (1990 метрів), найзахідніше і найбільше з трьох, його площа становить 3,6 га, максимальна довжина — близько 330 метрів, ширина — 200 метрів. Довжина берегової лінії — 0,9 км. Глибина — до 9 метрів. Іноді його називають Великим Бадуцьким озером. Блакитно-зелена вода в ньому влітку прогрівається до 10 °C. Водиться форель.

## Топографічні карти
- Аркуш карти K-37-24-C-d.
- Аркуш карти K-37-24 Теберда. Масштаб: 1 : 100 000. (рос.) Зазначити дату випуску/стану місцевості.